# マリンスポーツ財団
公益財団法人マリンスポーツ財団（こうえきざいだんほうじんマリンスポーツざいだん、Marine Sports Foundation）は、マリンスポーツに関する様々な業務を取り扱う公益法人である。略称はMaris。
主な事業として安全なマリンスポーツを目指すため海洋知識や水上のルールやマナーの習得などの親水事業、水上オートバイを使ってのウォーターセーフティーエキスパートの育成を目的とした安全啓発事業、マリンスポーツ団体への支援などを行う。2008年3月31日まではアマチュア競艇、パワーボート競技も行っていたが、2008年4月1日より日本アマチュアボートレース連盟、日本パワーボート協会に移管する。